# Ormøy (Færder)
Ormøy est un petite île de la commune de Færder , dans le comté de Vestfold en Norvège.

## Description
L'île de 0,12 km2 se trouve à l'est de Jarlsø et à l'ouest de Torgersøya (municipalité de Tønsberg). La partie ouest de l'île est la plus raide. À l'extrémité nord d'Ormøy se trouve Ormøybåen relié à Ormøy avec un passage étroit qui a été créé au cours des deux derniers siècles.
Ormøy fait partie du parc national de Færder, créé en 2013.
Ormøy est déjà mentionné en 1207, lorsque les baglers sont venus naviguer et ont accosté à Ormøy. Ils prévoyaient d'attaquer le roi Inge II de Norvège à Tønsberg, mais ont appris qu'il était à Oslo et ont donc rapidement navigué là-bas. L'île est également mentionnée plusieurs autres fois à travers l'histoire, souvent comme un lieu de rassemblement pour les flottes.
En dehors d'Ormøy, il y a deux épaves enregistrées du XXe siècle qui ont le statut de monuments culturels. Il y a aussi trois tumulus funéraires de l'âge du bronze sur l'île, qui ont tous été fouillés ou pillés. Le tumulus le plus au sud est le plus grand et a un diamètre d'environ 12 mètres.
Sur la haute montagne au sud d'Ormøy, il y a quatre boulons, le plus ancien provenant probablement d'un télégraphe à clapet qui a été installé pendant les guerres napoléoniennes. Il a fonctionné de 1808 à 1814, en tant que station répétitive n°77. Trois des boulons ont ensuite été remplacés afin qu'ils puissent être utilisés pour une marque trigonométrique pendant la Seconde Guerre mondiale.